# ℃-ute Cutie Circuit 2010 〜9月10日は℃-uteの日〜
『℃-ute Cutie Circuit 2010 〜9月10日は℃-uteの日〜』（キュートキューティーサーキット 2010 くがつとおかはキュートのひ）は、2010年9月10日にSHIBUYA-AXにて開催された℃-uteのイベントである。2010年11月24日発売。発売元はゼティマ。

## DVD
『℃-ute Cutie Circuit 2010 〜9月10日は℃-uteの日〜』（2010年11月24日）
1. OPENING
2. EVERYDAY 絶好調!!
3. 大きな愛でもてなして
4. MC1
5. ★憧れ My STAR★
6. Bye Bye Bye!
7. As ONE
8. 演歌歌手「中禅寺ナキ子」のコーナー
9. DJマイマイ、MCチッサー＆MCカッパーのコーナー
10. 美少女心理
11. わっきゃない(Z)
12. MC2
13. 私立共学
14. タイムカプセル
15. MC3
16. Danceでバコーン!
17. まっさらブルージーンズ
18. FOREVER LOVE
19. JUMP
20. ENCORE：これ以上 嫌われたくないの
21. ENCORE：MC4
22. ENCORE：Big dreams